# Березовская, Лариса Дмитриевна
Лариса Дмитриевна Березовская (род. 1965) - украинская учёная, доктор педагогических наук, профессор; член-корреспондент Национальной академии педагогических наук Украины (НАПНУ, 2016).
Автор более 400 научных трудов, в том числе ряда монографий и пособий для высшего образования.

## Биография
Родилась 21 сентября 1965 в городе Переяслав-Хмельницкий Киевской области Украинской ССР в семье Дмитрия Андреевича Худолея — украинский государственный и политический деятель, и его жены — Худолей Надежды Ефимовны.
После окончания в 1982 году с золотой медалью средней школы № 2, в 1982—1987 годах училась в Киевском государственном университете (в настоящее воемя Киевский национальный университет имени Тараса Шевченко) на историческом факультете, где получила специальность историка, преподавателя истории и обществоведения. На протяжении 1987—1995 годов работала учителем истории Петропавловско-Борщаговской средней школы Киево-Святошинского района Киевской области.
Затем в 1996—1998 годах обучалась в аспирантуре Института педагогики АПН Украины, защитив в 1998 году кандидатскую диссертацию на тему «Проблеми освіти та виховання в діяльності київських просвітницьких товариств (друга половина ХІХ — початок ХХ ст.)». В 2004—2008 годах обучалась в докторантуре того же института и защитила докторскую диссертацию на тему «Організаційно-педагогічні засади реформування шкільної освіти в Україні у ХХ столітті».
С ноября 1995 года Лариса Березовская трудилась в Институте педагогики Национальной академии педагогических наук Украины, где прошла путь: научного сотрудника лаборатории внедрения педагогических инноваций (1995—1996), научного сотрудника лаборатории истории педагогики (1998—2000), заведующего лабораторией истории педагогики (2000—2003). В 2000—2003 и 2011—2014 годах занимала должность ученого секретаря Института педагогики.
С 22 января 2015 года Л. Д. Березовская является директором Государственной научно-педагогической библиотеки Украины имени В. А. Сухомлинского Национальной академии педагогических наук Украины.
Является членом Президиума НАПНУ и членом специализированного ученого совета по защите кандидатских и докторских диссертаций Института педагогики НАПНУ, а также специализированного ученого совета по защите кандидатских диссертаций Киевского университета имени Бориса Гринченко. Председатель редакционной коллегии периодического издания «Научно-педагогические студии»; член редакционной коллегии научного сборника «Историко-педагогический альманах» и журнала «Педагогический дискурс: теория и практика».
Награждена Почетной грамотой Кабинета Министров Украины (2010) и Почетной грамотой Верховной Рады Украины (2017); медалями «Независимость Украины» (2016), «Ушинский К. Д.» (2019) и «Леся Украинка» (2020). Удостоена звания «Заслуженный деятель науки и техники Украины».